# Track & Field
Track & Field, известная в Японии как Hyper Olympic (яп. ハイパーオリンピック) — аркадная игра 1983 года, представляющая собой спортивный симулятор на основе Олимпийских игр, разработанная и выпущенная Konami. Японский релиз имел официальную лицензию Олимпийских игр 1984 года.
Версия для игровых автоматов была выпущена в 1983 году. Простой игровой процесс, основанный на быстро повторяющихся нажатиях кнопок, заложил основы для продолжений и похожих игр того же жанра на следующие десятилетия. Существовало несколько версий для домашних приставок и компьютеров. Версии для ZX Spectrum и Amstrad CPC были выпущены в составе сборника Game, Set and Match II в 1988 и были негативно восприняты пользователями. Версия для NES получила особенно хорошие отзывы и неплохо продавалась.

## Игровой процесс
В исходной аркадной игре для управления используются две кнопки «бега» (в более поздних версиях — трекбол, так как кнопки постоянно ломались) и одна кнопка действия. Контролируемый игроком спортсмен мог участвовать в 6 состязаниях:
- Бег на 100 метров — скорость бега зависит от быстроты чередующихся нажатий кнопок.
- Прыжок в длину — разбег чередующимися нажатиями кнопок, кнопка действия, нажатая в нужный момент, позволяет выбрать угол для прыжка (оптимальный — 42 градуса).
- Метание копья — разбег чередующимися нажатиями кнопок, кнопка действия, нажатая в нужный момент, позволяет выбрать угол метания (оптимальный — 43 градуса).
- Бег на 110 метров с барьерами — скорость бега зависит от быстроты чередующихся нажатий кнопок, кнопка действия служит для перепрыгивания препятствия.
- Метание молота — Однократное нажатие кнопки бега начинает вращение, в нужный момент надо нажать кнопку действия, чтобы выбрать угол метания (оптимальный — 45 градусов).
- Прыжок в высоту — После разбега (с установленной компьютером скоростью) нужно нажать кнопку действия для того, чтобы определить угол прыжка. После отрыва от земли, надо быстро нажимать кнопку бега для повышения высоты.

В каждом состязании есть квалификационное время или уровень, которого игрок должен достичь, чтобы перейти к следующему событию. Непрохождение квалификации (в один забег для беговых видов спорта, в три попытки для остальных) уменьшает количество жизней игрока на одну. После того, как жизни будут потрачены, игра окончится.
В игре может участвовать до четырёх игроков, которые соревнуются попарно в беговых видах и индивидуально в остальных. Если в игре присутствует меньше 4 игроков, оставшиеся места заполняют компьютерные игроки. Сравнительные достижения игроков не играют роли, прохождение игры основывается только на квалификационных результатах.
Если игрок завершает все шесть состязаний, после короткой церемонии награждения, игра начинается заново с повышенными квалификационными уровнями. Однако игра может быть настроена на завершение после финального состязания.

## Отзывы
| Сводный рейтинг | Сводный рейтинг |
| Агрегатор       | Оценка          |
| --------------- | --------------- |
| GameRankings    | 63,00 %         |